# Brasil na Copa Davis de 2014
Na Copa Davis de 2014, o Brasil superou o zonal americano e os play-offs do Grupo Mundial, garantindo o direito de disputar a elite da competição no ano seguinte.

## Resultados
| Fase          | Nível                       | Mandante | Visitante | Resultado geral |
| ------------- | --------------------------- | -------- | --------- | --------------- |
| Primeira fase | Zona das Américas – Grupo I | Brasil   | bye       | –               |
| Segunda fase  | Zona das Américas – Grupo I | Equador  | Brasil    | 1–3             |
| Play-offs     | Grupo Mundial               | Brasil   | Espanha   | 3–1             |

### Zona das Américas – Grupo I: segunda fase
Após ser superado, em setembro de 2013, pela Alemanha nos play-offs do Grupo Mundial, o Brasil foi "rebaixado" e teve de disputar o Zonal Americano da competição, em busca do retorno à elite da maior competição por equipes do tênis mundial.
O adversário do Brasil foi o Equador, que superou a Venezuela por 3 a 1.
Em 25 de março de 2014, o capitão João Zwetsch revelou a equipe brasileira que iria enfrentar o Equador em Guaiaquil, de 4 a 6 de abril: Bruno Soares, Marcelo Melo, Rogério Dutra Silva e Guilherme Clezar, além dos reservas Thiago Monteiro e José Pereira.
Datas: 4 a 6 de abril
| Cidade    | Piso   | Dia | Vencedor                                   | Perdedor                                   | Resultado            |
| --------- | ------ | --- | ------------------------------------------ | ------------------------------------------ | -------------------- |
| Guaiaquil | saibro | 1   | Rogério Dutra Silva                        | Julio César Campozano                      | 6–4, 2–6, 6–4, 6–4   |
| Guaiaquil | saibro | 1   | Emilio Gómez                               | Guilherme Clezar                           | 7–63, 4–6, 1–1, ab.  |
| Guaiaquil | saibro | 2   | Marcelo Melo Bruno Soares                  | Gonzalo Escobar Giovanni Lapentti          | 6–2, 6–0, 6–3        |
| Guaiaquil | saibro | 3   | Rogério Dutra Silva                        | Emilio Gómez                               | 6–4, 106–7, 6–1, 6–1 |
| Guaiaquil | saibro | 3   | Julio César Campozano vs. Guilherme Clezar | Julio César Campozano vs. Guilherme Clezar | não jogado           |

### Play-offs
Em setembro, o capitão João Zwetsch revelou a equipe brasileira que iria enfrentar a Espanha em São Paulo: Thomaz Bellucci, Rogério Dutra Silva, Guilherme Clezar, Bruno Soares e Marcelo Melo. Os juvenis Marcelo Zormann, Orlando Luz e João Menezes participaram da preparação durante a semana.
Datas: 12 a 14 de setembro
| Cidade    | Piso             | Dia | Vencedor                              | Perdedor                              | Resultado                |
| --------- | ---------------- | --- | ------------------------------------- | ------------------------------------- | ------------------------ |
| São Paulo | saibro (coberto) | 1   | Roberto Bautista Agut                 | Rogério Dutra Silva                   | 6–0, 6–1, 6–3            |
| São Paulo | saibro (coberto) | 1   | Thomaz Bellucci                       | Pablo Andújar                         | 3–6, 66–7, 6–4, 7–5, 6–3 |
| São Paulo | saibro (coberto) | 2   | Marcelo Melo Bruno Soares             | Marc López David Marrero              | 6–3, 7–5, 7–5            |
| São Paulo | saibro (coberto) | 3   | Thomaz Bellucci                       | Roberto Bautista Agut                 | 6–4, 3–6, 6–3, 6–2       |
| São Paulo | saibro (coberto) | 3   | Rogério Dutra Silva vs. Pablo Andújar | Rogério Dutra Silva vs. Pablo Andújar | não jogado               |

## Estatísticas e curiosidades
- Com a vitória sobre a Espanha, o Brasil voltou a elite da Davis após dois anos.[7]
- A Espanha, então pentacampeã da Copa Davis, foi rebaixada para o Zonal da Europa pela primeira vez desde 1996.[7]
- Como venceram os dois confrontos, a dupla Melo e Soares terminou pelo quarto ano consecutivo invicta na Davis. Em outros torneios, a última derrota dos dois juntos foi nas quartas de final dos Jogos Olímpicos de 2012 em Londres, quando perderam para a dupla francesa vice-campeã olímpica, Michaël Llodra e Jo-Wilfried Tsonga.[8]